# Akhamb
Akhamb (aussi orthographié Axamb ou Ahamb, prononcé en axamb [aˈxaᵐp]) est une île de l'archipel du Vanuatu dans le Pacifique Sud. Elle se situe au large de la côte de l'île de Malekula. Elle compte 646 habitants selon le recensement de 2009.
Les habitants parlent l’axamb.